# ميخائيل جوزيف
ميخائيل جوزيف (بالإنجليزية: Michael Joseph)‏ هو عداء سريع بليزي، ولد في 29 سبتمبر 1971.

## وصلات خارجية
- ميخائيل جوزيف على موقع الاتحاد الدولي لألعاب القوى (الإنجليزية)
- ميخائيل جوزيف على موقع أوليمبيديا (الإنجليزية)